# Sõmerpalu
Sõmerpalu è un comune rurale dell'Estonia meridionale, nella contea di Võrumaa. Il centro amministrativo è l'omonimo borgo (in estone alevik).

## Località
Accanto al capoluogo, il comune comprende 34 località (in estone küla) e 1 borgo.

### Borghi
Sõmerpalu

### Villaggi
Alakülä - Alapõdra - Haava - Haidaku - Haamaste - Hänike - Hargi - Heeska - Horma - Hutita - Järvere - Kahro - Kärgula - Keema - Kurenurme - Lakovitsa - Leiso - Liiva - Lilli-Anne - Linnamäe - Mäekülä - Majala - Mustassaare - Mustja - Osula - Pritsi - Pulli - Punakülä - Rauskapalu - Rummi - Sõmerpalu - Sulbi - Udsali - Varese

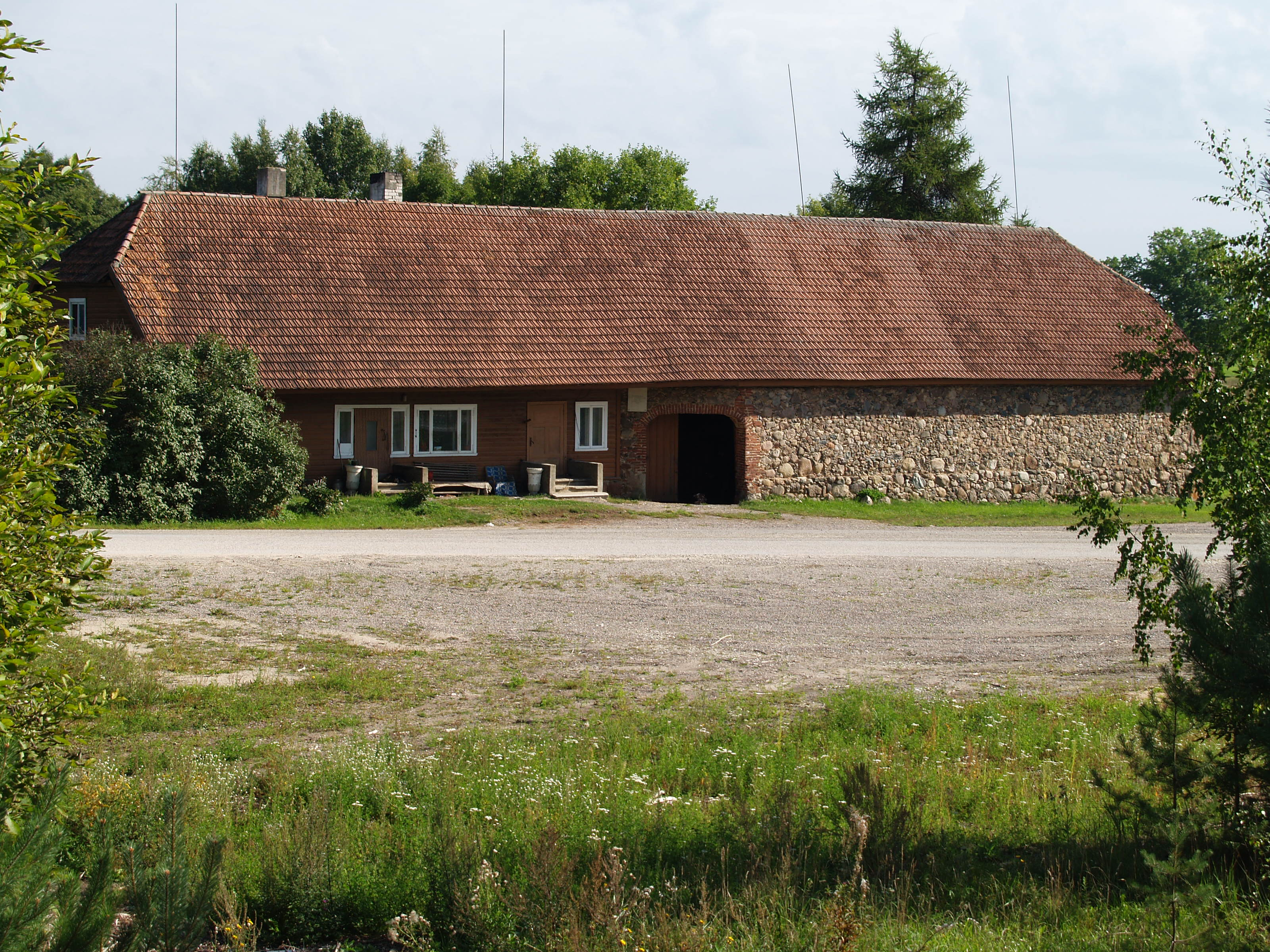
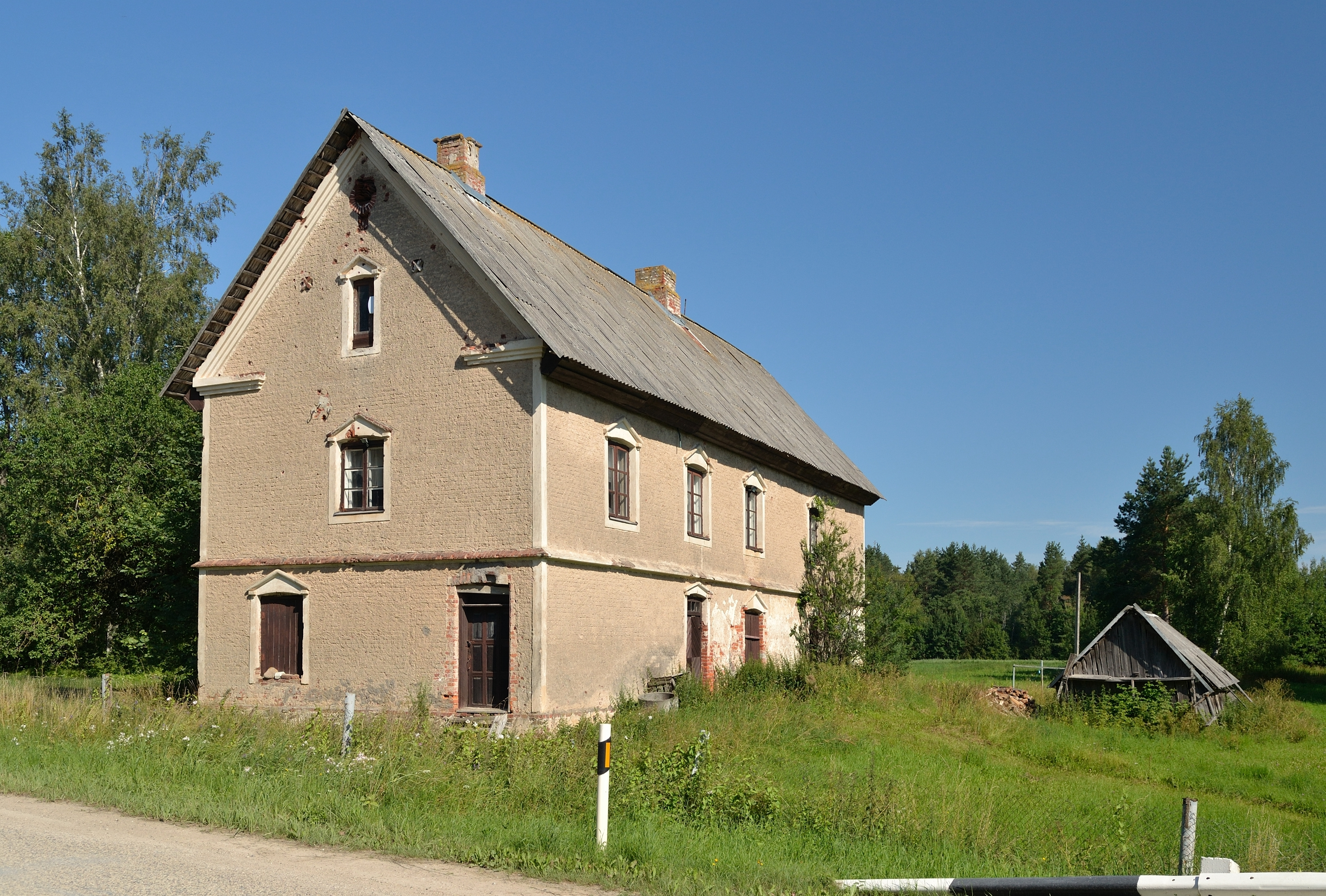
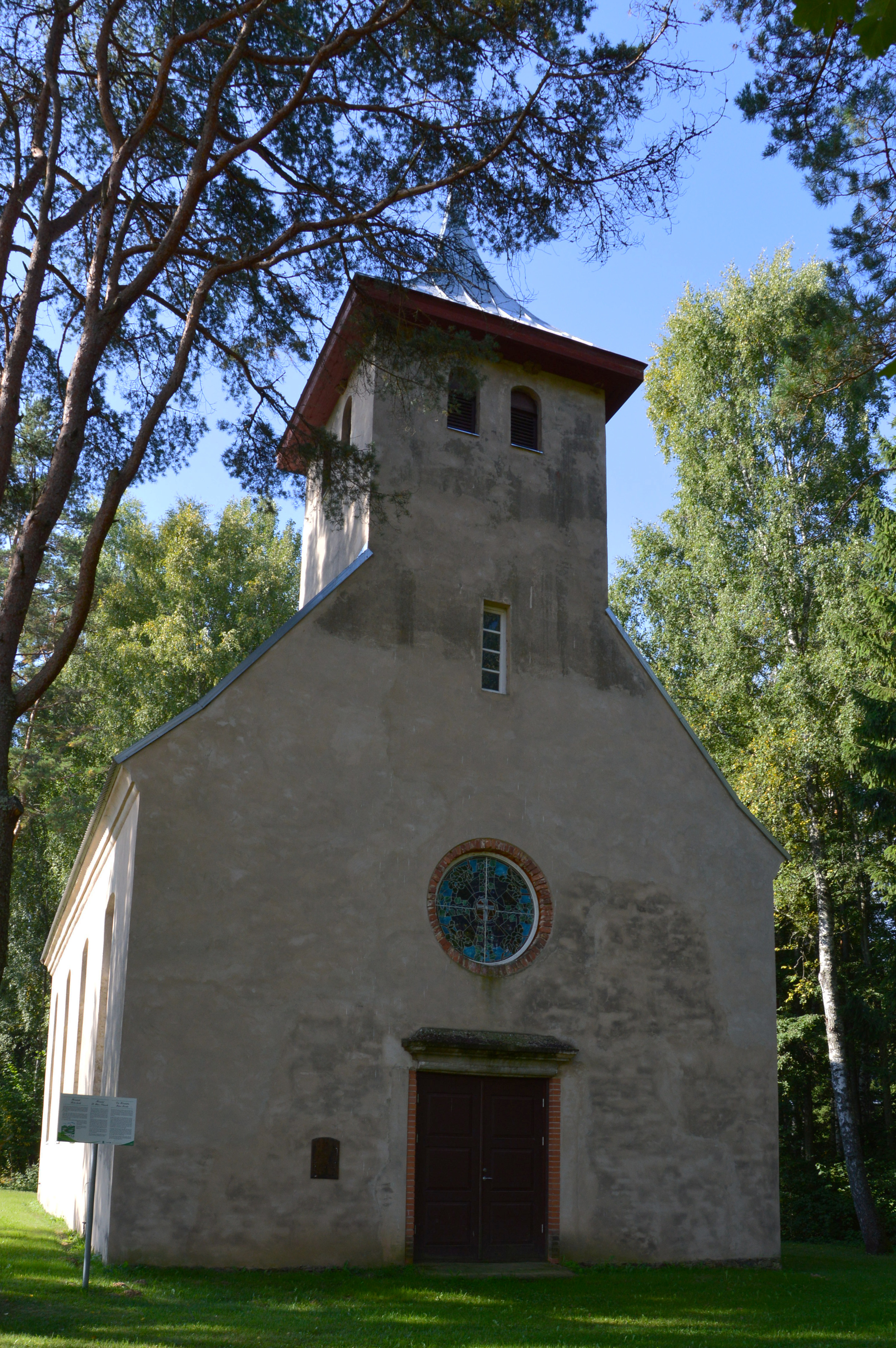
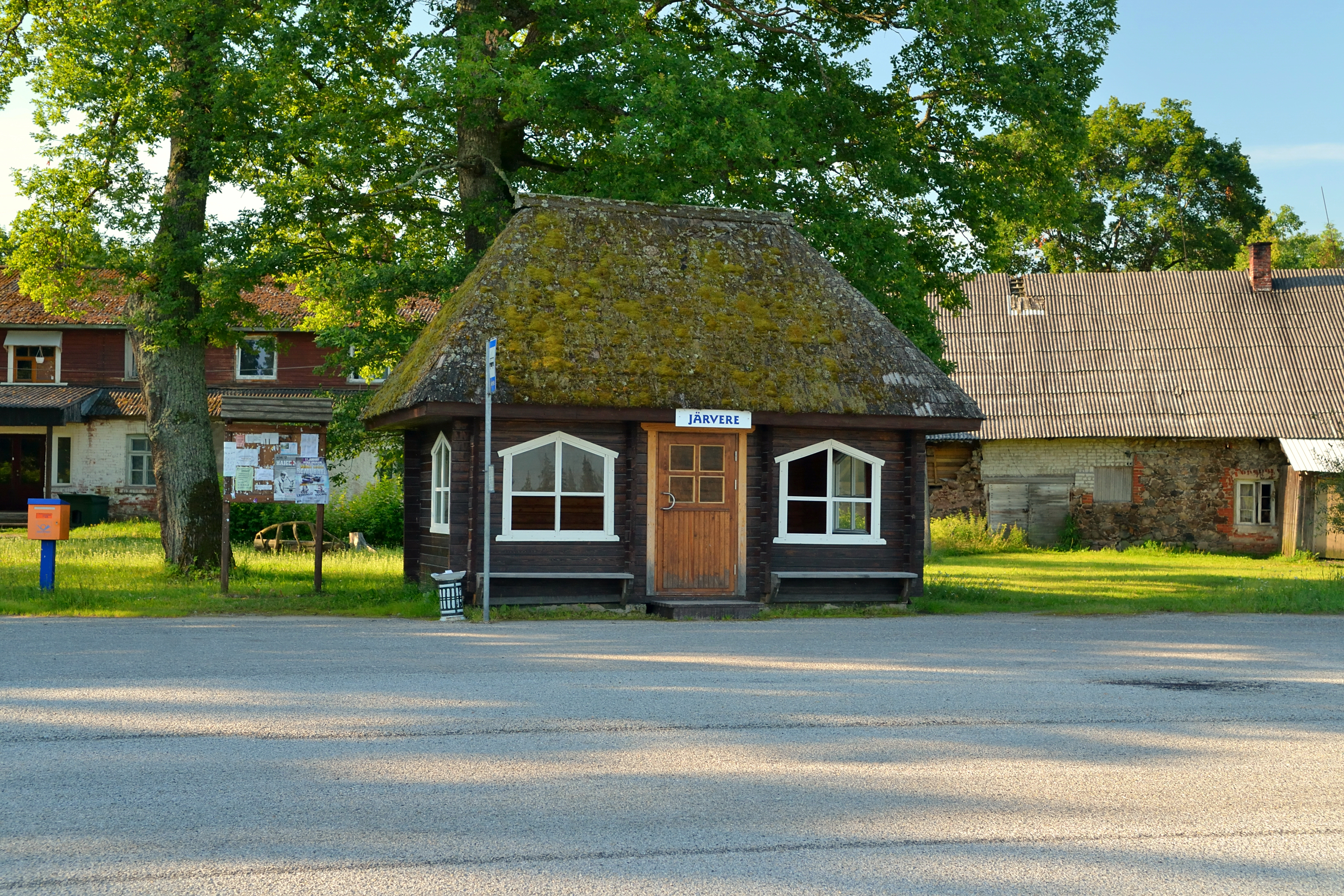